# Chorebus nobilis
Chorebus nobilis är en stekelart som beskrevs av Griffiths 1968. Chorebus nobilis ingår i släktet Chorebus och familjen bracksteklar. Inga underarter finns listade i Catalogue of Life.